# マルタの鷹
『マルタの鷹』（マルタのたか、The Maltese Falcon）は、20世紀アメリカの作家ダシール・ハメット（1894年 - 1961年）による長編小説。「ブラック・マスク」誌1929年9月号から1930年1月号にかけて連載され、1930年にクノップ社から単行本として刊行された。
ハードボイルド小説の代表的作品として知られ、3度映画化されている。本作でハメットが創出した主人公のサム・スペードは、のちに数多く書かれることになるハードボイルド探偵のモデルとなった。
1995年にアメリカ探偵作家クラブが発表した「史上最高のミステリー小説100冊」では、総合2位にランクされている。

## 発表までの経緯

### 「ブラック・マスク」誌への登場
ハメットがパルプ・マガジン「ブラック・マスク」誌にデビューしたのは、1922年12月号の「帰路」である。当初はピーター・コリンスン名義を使っており、身元不明の男という意味を持つスラング「ピーター・コリンズ」に "on" の2文字を加えて「身元不明の男の息子」としていた。
同じくコリンスン名義で1923年10月1日号に発表した「放火罪及び……」がコンチネンタル・オプの登場第1作となった。本名のハメット名義となったのは、10月15日号のオプもの第3作「身代金」（後に「黒づくめの女」に改題）からで、以後ハメットはペンネームの使用をやめた。なお、ハメットはコリンスン名義も含めて「ブラック・マスク」誌に計53篇の作品を発表し、このうち、長編2作を含む36篇がコンチネンタル・オプものである。
ハメットは妻ジョセフィン・アンナ・ドーラン（以下、通称のジョウスと表記する。）と1921年に結婚していた。ジョウスが2人目の子供を妊娠したことで、ハメットは1926年初めに「ブラック・マスク」誌に対して原稿料引き上げを要求するが断られた。この結果、ハメットは同誌への投稿をやめ、アルバート・S・サミュエルズが経営する宝石店のための広告文を書いて生計を立てるようになった。

### 長編小説への取り組み
ハメットを再び「ブラック・マスク」誌に引き戻したのは、4代目編集長のジョゼフ・T・ショー（1874年 - 1952年）である。ショーは1926年夏に就任すると、ハメットに対して原稿料の割増を約束した。これに応えてハメットは1927年2月号で復帰、以後1930年末までの4年間にわたる活動につながった。
ショーは「ブラック・マスク」誌のライターたちに長編小説を書かせ、彼らの名声と地位とともに、同誌の質的向上を図った。
ショーの励ましを受けてハメットが取り組んだ長編小説の第1作が『血の収穫（『赤い収穫』とも）』である。
『血の収穫』は、「ブラック・マスク」誌1927年11月号から1928年2月号にかけて4回に分けて掲載された。ハメットはこの作品を『ポイズンヴィル』と題して、原稿をクノップ社編集部に送った。クノップ社からはタイトルの変更を含めた改稿提案がなされ、ハメットはこれを受け入れた。1929年2月、クノップ社は『血の収穫』を出版した。
ハメットの長編小説2作目は『デイン家の呪い』である。『血の収穫』と同じコンチネンタル・オプものであり、1928年11月号から1929年2月号にかけて「ブラック・マスク」誌に連載された。
雑誌掲載前の1928年6月の段階で、ハメットは『デイン家の呪い』の単行本用原稿をクノップ社に送付していた。この作品についてもクノップ社は修正を要求し、ハメットはこれに応じて大幅な手入れをしている。

### 『マルタの鷹』

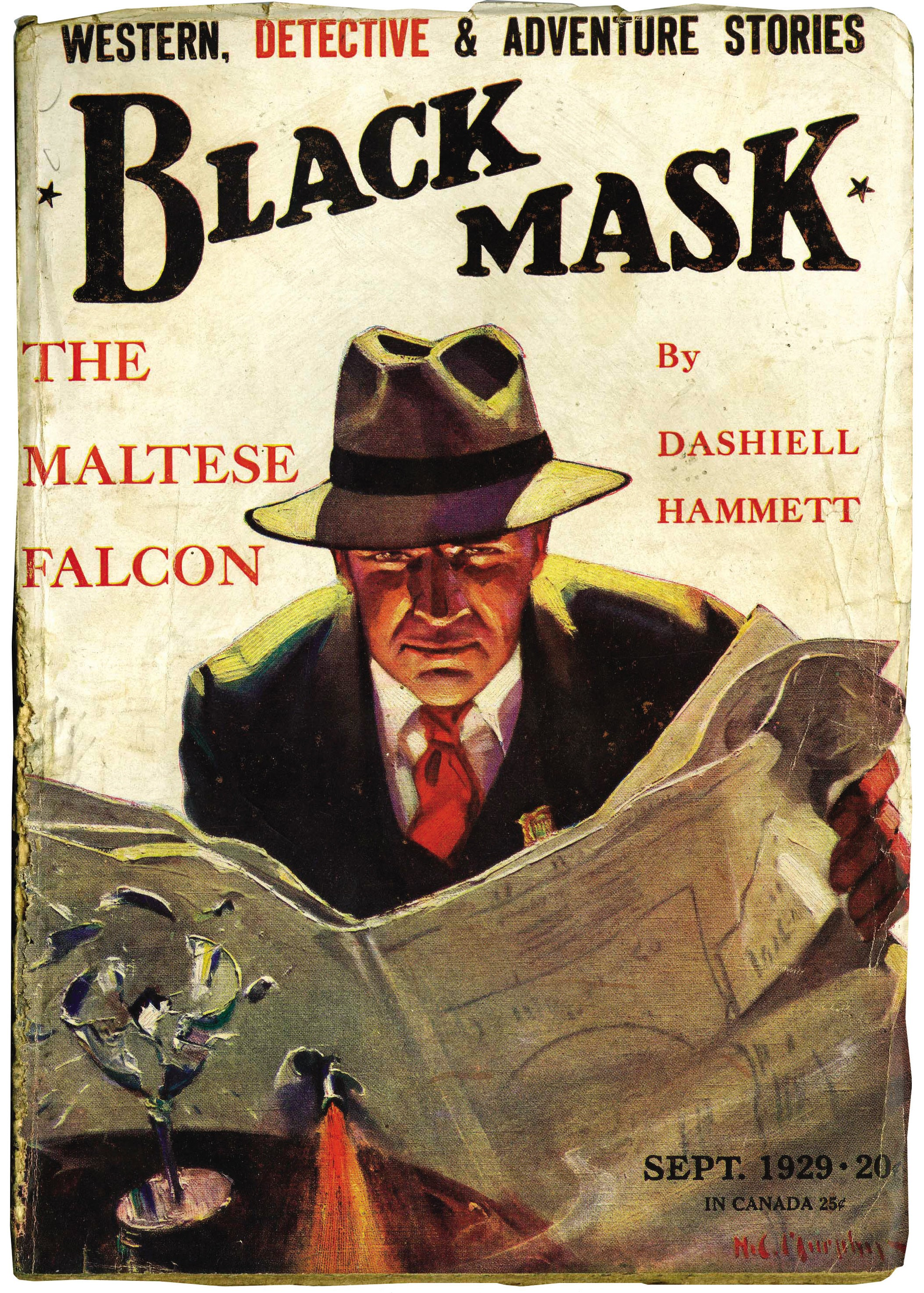
『マルタの鷹』連載第1回を掲載した「ブラック・マスク」誌1929年9月号

『デイン家の呪い』の修正作業に入った時点で、ハメットはすでに3作目の長編小説『マルタの鷹』に取りかかっていたと見られる。翌1929年初めには作品を書き上げており、前2作とは異なり、単行本のためにその後約半年をかけて徹底的な改稿を加えた。
ハメットが『マルタの鷹』の完成原稿をクノップ社に送ったのは1929年6月で、その1ヶ月後に『デイン家の呪い』が刊行されている。
クノップ社は『マルタの鷹』についても手直しを求めた。具体的にはベッド・シーンとホモセクシュアルな部分についてだったとされる。しかし、ハメットはこれに応じなかった。
『マルタの鷹』は「ブラック・マスク」誌1929年9月号から1930年1月号まで、5回に分けて掲載された。編集長のショーはその出来栄えに驚愕し、「これほど強烈で、人の心を引きつけ、迫力あふれる作品にはお目にかかったことがない」と読者に語りかけている。『マルタの鷹』の単行本がクノップ社から出版されたのは、連載が完結した翌月の1930年2月である。

### 反響
『マルタの鷹』は発売と同時に大成功を収め、それまでに書かれたアメリカの探偵小説の最高傑作と目された。
- ニューヨーク・タイムズ：「"ハードボイルド"という表現が何を指すのかまだ明確にされていなかったのなら、ダシール・ハメットの最新作の探偵小説に登場する人物たちを指す新しい用語として認知する必要があるだろう」[30]。
- ヘラルド・トリビューン：「有史以来最高のミステリ」[31]。
- クリーブランド・プレス（英語版）：「驚異の暗黒小説！　本や雑誌や映画にこの手のものは氾濫してきたが、本書には遠く及ばない」[30]。
- ニューヨーク・グラフィック（英語版）：「『マルタの鷹』に登場するサム・スペードの出現によって、小説の中の探偵たちはそろいもそろって片なしにされてしまった」[30]。
- タウン＆カントリー（英語版）：「ハメット氏が現れるまで、探偵小説を真面目に受けとめて、英国流の特徴を真似る以上のことをしたアメリカの作家はひとりもいなかった」[1]。
- ジャッジ (雑誌)（英語版）：「彼はいとも易々と書き、（しかも）衝撃の仕掛け人として群を抜いている……この作品はヘミングウェイを上回っている。なぜならこれは厳しさだけでなく優しさを隠しているからだ」[1]。

イギリスで出版されると、「タイムズ」の文芸欄は「これはおそらくこれまでで最初の探偵小説であるだけでなく、非常に優れた長編小説でもある」と評価した。
アメリカの作家カール・ヴァン・ヴェクテン（1880年 - 1964年）は、「アレクサンドル・デュマが歴史小説の地位を引き上げたのと同じ地平まで、ハメットは探偵小説の地位を引き上げた」と述べた。
『マルタの鷹』は最初の1年間で7度増刷され、ハメットは一躍有名人となった。
1930年6月末、ワーナー・ブラザースはクノップ社から8,500ドルで『マルタの鷹』の映画化権を買い取った。つづいて、パラマウント社が『血の収穫』の映画化権を買い取り、ハメットはハリウッドからも注目されることになった。

### 献呈
ハメットは『マルタの鷹』を妻ジョウスに献呈している。しかし、このときすでにジョウスとの結婚生活は崩壊していた。肺結核を病んでいたハメットは喀血するたびに家族との別居を余儀なくされ、執筆と夜の巷を徘徊することに多くの時間を費やすうちに、音楽教師で未亡人のネル・マーティン (1890年–1961年) と出会い、親密になっていた。『ダシール・ハメット伝』の著者ウィリアム・F・ノーランは、ハメットが『マルタの鷹』をジョウスに捧げて、彼女と過ごした日々に感謝を示したとしている。
1929年10月、ハメットはネル・マーティンとともにサンフランシスコからニューヨークに移った。しかし二人の関係は長続きせず、1930年初めに彼女はハメットの元を去った。

## 作品について

### 評価

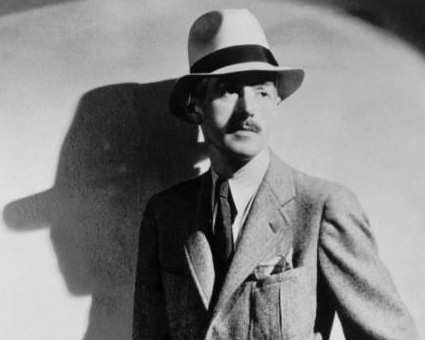
ダシール・ハメット（1934年、『影なき男』のブックカバーに採用された肖像写真）

ハメットは、アメリカの「ハードボイルド」派を象徴する作家であり、探偵小説に根本的に影響を与えた点では、コナン・ドイル以来の存在に数えられている。
そのハメットの作品の中でも、『マルタの鷹』は最高傑作とされている。
アメリカの推理小説評論家ハワード・ヘイクラフト（1905年 - 1991年）は、『マルタの鷹』においてハメットの才能と技巧が最高峰に達し、推理小説の歴史の上でもっとも高い地位を要求すべき佳作だと絶賛している。
また、ノーランは『マルタの鷹』について、ハメットが希望と幻滅を織り交ぜながら、それまでの彼の作品すべてが階段を昇るように、ロマンティックな想像力と悲観的な人生観とが見事に調和したこの作品を生み出したと述べている。
アメリカ文学研究者の諏訪部浩一（1970年 - ）によれば、『マルタの鷹』はハメットというジャンルの確立者が、すでにハードボイルド探偵小説の一つの極北へと到達していたことを実感させる作品であり、ただの「優れたエンターテインメント小説」ではなく、ミステリ・ファンであろうとなかろうと、誰もが読むべき名作である。
一方で、日本の推理小説家江戸川乱歩（1894年 - 1965年）は『海外探偵小説作家と作品』において、「ハメットの最上作といわれる『マルタの鷹』は、正直に言うと、退屈しながら、無理に読み終わったようなものであった。第一、宝物の奪い合いという大筋が気にくわないし、利己と術策のかたまりみたいな悪人どもの互いの腹の探り合いに終始しているこの小説は、私にはどうにも興味が持てなかった」と述べている。
また、諏訪部によれば「極論すれば、ハードボイルド探偵小説において、「謎」の解明は重要ではない。1930年代のサム・スペード（本作）やフィリップ・マーロウ（チャンドラー）以来、「私立探偵」たちは、謎について考え込むことがほとんどない。彼らはなにか動きが生じるまで、ひたすら関係者につきまとい、事件をかき回す」。
これについて推理小説評論家中島河太郎（1917年 - 1999年）は、「われわれがポーやドイルの樹立した形式を、推理小説の金科玉条と心得て、謎解きの推理過程を楽しもうとするなら、たしかにハメットは、新しいトリックの持ち合わせがなくて失望させるばかり」だが、「ハメットの創造した探偵は、従来の頭脳明晰な名探偵を地上に引きずり下ろして、大地に足をつかせた感がある。自己の信念に一途で、なにものにも動じないたくましさは、天才探偵とは異なった探偵の理想像であり、ヒーローであった」、「思索だけはあっても肉体をそなえなかった従来の探偵に対して、確固として自分の信念を貫こうとする探偵の典型を探り当てたのである」と述べている。
探偵フィリップ・マーロウを生み出したレイモンド・チャンドラー（1888年 - 1959年）は次のように述べている。「ハメットは推理小説の形式を破壊したのではない。そういう生きた人間を推理小説中の人物として描いたのである。彼は人形を書くのにはあまり現実をよく知っていた。あまりにリアリストだったというにすぎない。代表作『マルタの鷹』が天才の作かどうかはしばらくおくとしても、少なくともこしらえものの世界から脱出した文芸を提供している。その意味で推理小説として最高のものと言わざるをえない」。

### ハメット自身の所感
ハメット自身は、次のような手紙をクノップ社へ書き送っている。
実際には『マルタの鷹』で用いられているのは「意識の流れ」ではなく、それをいわば裏返すような形で探偵の内面を開示しない三人称による叙述スタイルである。これは、手紙に書かれたような方法論的な問題意識がハメットの中で深く内面化されたことで、心理描写を省いた実験的な「アンダーステートメント」の技法に結びつき、図らずもヘミングウェイと比較されることにもなったと考えられる。
また、評論家ハーバート・アズベリーに宛てた手紙にハメットは「どのような欠点があるにせよ、これはわたしが自分なりにそのときにできる最善をつくした最初の作品です」と述べている。

### 影響
諏訪部によれば、夢と幻滅（ロマンティシズムとリアリズム）をめぐって繰り広げられるこの葛藤のドラマは、小説としての密度がきわめて高く、以後のハードボイルド探偵小説の「教科書」的存在となった。
中島河太郎は、ハメットが新しいスタイルを生んでから続々追随する作家が現れたが、形骸だけの模倣に終わったものがほとんどだと述べ、「わずかに自己の存在を主張する資格がある」ものとして、チャンドラーのフィリップ・マーロウとロス・マクドナルド（1915年 - 1983年）のリュウ・アーチャーを挙げている。
アメリカ文学者の平石貴樹（1948年 - ）は、チャンドラーがハメットとヘミングウェイを「二人の父」として登場し、彼が創造したフィリップ・マーロウは、ハメットの『マルタの鷹』の深い影響を受けていると述べている。
ハメットは労働運動に共感を寄せ、一時共産党に加わるほど政治や警察の権力への反発を抱いていた。このことで、後に「赤狩り」の時代に逮捕されることになった。
1951年にハメットが服役すると、彼の人格だけでなく作品まで非難される風潮が起こった。『ダシール・ハメットの生涯』の著者ダイアン・ジョンスンは、バスの乗客が映画『マルタの鷹』の広告を破り捨てたと述べている。

### ハメット作品としての『マルタの鷹』の特徴
『マルタの鷹』がそれまでのハメットの長編2作と異なる点として、次の4つの特徴が挙げられている。これらは、探偵「個人」の葛藤に焦点を当てる目的に寄与している。

#### 単一のプロットへの集中
先行する『血の収穫』や『デイン家の呪い』は、直接的には雑誌掲載のために書かれており、連載を考慮してエピソードを重ねる直線的なストーリー展開というスタイルを採っていた。しかし『マルタの鷹』では、ハメットは雑誌掲載という形式への配慮をやめ、単一のプロットに集中するという変化を見せている。
ノーランは、ハメットが書き上げた100編を越す小説のうち、当初から長編の形をとっていたものは、『マルタの鷹』と『影なき男』の2篇のみとしている。『マルタの鷹』のプロットは、『デイン家の呪い』よりはかなり単純でありながら、絶えず様相が逆転するという特徴がある。
なお、この物語のプロットの一部は、ヘンリー・ジェイムズ（1843年 - 1916年）の小説『鳩の翼』から借りたとされており、ガットマンやカイロらの「敵」に対して「退廃」や「不健康」なイメージを与え、彼らにスペードを対峙させることで「腐敗したヨーロッパ人」と「無垢なアメリカ人」という対比を印象付ける点が指摘されている。

#### 暴力描写の減少
『血の収穫』では主要な登場人物17人を含めて30人近くの人間が死に。『デイン家の呪い』では殺人が8件のほか、誘拐事件や宝石強盗などが起こっている。いわばプロットの主要素は暴力であったのに対して、『マルタの鷹』で起こる殺人は4件であり、しかもこれらは舞台裏で起こり、直接には描写されない。ちょっとした取っ組み合いやいざこざの描写はあるものの、乱闘には発展しない。
暴力シーンの減少は、コンチネンタル・オプものの暴力性に対する批判を作者ハメットが意識したことが理由の一つとして挙げられる。しかし、それよりも派手なアクションを減らして「葛藤」を探偵個人の内面に埋め込んだことが重要である。
この結果、物語は舞台裏で起こる出来事に触発される、生き生きとした対話の連続となった。主人公のスペードはコンチネンタル・オプとは異なり、拳銃を携帯せず、使いもしない。彼は荒々しい血を内に秘めつつも、自分の人間性と鋭い洞察力によって事に当たり、獲物を押さえる。クライマックスのシーンですら会話が交わされるだけだが、凄みのきいたセリフの応酬に加えて、暴力をあからさまに表に出さないことが緊迫感をより高めている。

#### 非「シリーズもの」へのシフト
『マルタの鷹』では、前作『デイン家の呪い』まで続いてきたシリーズものの枠組みを取り払って当該事件への探偵の関わりを特別なものとした。
このことは、「コンチネンタル・オプもの」からの脱却のみにとどまらない。『マルタの鷹』の第20章ではエピローグにあたる場面として、スペードが秘書エフィの待つオフィスに姿を見せる。事件を解決した探偵が秘書のもとに戻って日常に回帰するという「予定調和」に見えるこの場面は、後の連作につながる「様式美」になりうるものである。例えば、E・S・ガードナーの「ペリー・メイスン」シリーズ第一作『ビロードの爪』（1933年）では、『マルタの鷹』とよく似た設定のエピローグが置かれており、ここでは秘書のデラ・ストリートがメイスンに対する絶対の信頼を誓い、以降80作以上に及ぶシリーズにつながった。ところが『マルタの鷹』では、『ビロードの爪』とは正反対にスペードはエフィの拒絶に遭う（後述の#エピローグも参照）。
後述するように、ハメットは後に3編の「スペードもの」を書くが、ノーランによれば、これらは巧みに書かれているものの、「ブラック・マスク」時代の作品の迫力や屈折した情熱に欠けており、『マルタの鷹』で生み出した複雑で豊かな個性を持ったスペードに比べて見劣りする。
諏訪部によれば、これらの作品に出てくるスペードはほとんど没個性的であり、金目当てに書かれた感が強い。

#### 一人称から三人称への移行
『マルタの鷹』において、ハメットはそれまで「コンチネンタル・オプもの」で確立し、慣れ親しんできた一人称による叙述形式を捨て、三人称によるフィルムカメラ的な客観視点を用いている。
激しいアクション場面で真実味を出すのに一人称は有効だったが、『マルタの鷹』では暴力シーンはごく控えめであり、会話を効果的に用いることができる三人称のスタイルは、劇作家としてのハメット生来の資質にむしろ適していた。
また、三人称によって主人公の探偵自身を描写することが可能になった。
『マルタの鷹』第1章の冒頭は、サム・スペードの次のような外見描写である。
コンチネンタル・オプは中年で太っていることしかわからないのに対し、サム・スペードは『マルタの鷹』の最初の段落だけで、『血の収穫』と『デイン家の呪い』を合わせたよりも情報が多い。探偵を見える肉体として対象化するためには、三人称の採用は不可避でもあった。
この三人称による客観視点は徹底されており、例えば第2章冒頭において、暗闇で「なにか小さくて硬いもの」が床に落ちる音が描写されるが、それがライターであったことがわかるのは、部屋の灯が点いてからである。同様に、電話に出たスペードについても「男の声」としか記されない。
さらに同じ章では、アーチャーの死を知ったスペードが手巻きタバコを巻く有名なシーンがあり、スペードの指が紙を巻いていく所作が段落ひとつを使って一文で綴られている。ここでスペードが何を感じ、何を考えているかについては語られないが、物語を通じて繰り返されるありふれた仕草を入念に描写することで、息詰まるような緊張感が生まれている。三人称スタイルによって、主人公の語られない「内面」へと読者の注意を向けたものであり、諏訪部は『マルタの鷹』におけるこうした「アンダーステートメント」の技法は、特定の大衆文学ジャンルを超え、同時代のモダニズム文学に接続されるだけの資格を十分に持つだろうと述べている。

## 物語
（以下の固有名詞や章題の表記は、小鷹信光訳『マルタの鷹』改訳決定版に準じる。）

### 登場人物
- サム・スペード：サンフランシスコの私立探偵
- エフィ・ペリン：スペードの秘書
- マイルズ・アーチャー：スペードのパートナー
- アイヴァ・アーチャー：アーチャーの妻
- ブリジッド・オショーネシー：事件の依頼人
- フロイド・サーズビー：ブリジットが尾行を依頼した男
- ジョエル・カイロ：レヴァント人
- キャスパー・ガットマン：鷹の彫像を追っている男
- ウィルマー・クック：ガットマンの手下
- ジャコビ：パロマ号の船長
- シド・ワイズ：弁護士
- ブライアン：地方検事
- トム・ポルハウス：部長刑事
- ダンディ：警部補

### 構成と章題
全20章で構成され、各タイトルは次の通り。
1. スペード＆アーチャー
2. 霧につつまれた死
3. おんな三人
4. 黒い鳥
5. レヴァント人
6. チビの尾行者
7. 宙に描かれたG
8. 茶番劇
9. ブリジッド
10. ベルヴェデールのロビー
11. 太った男
12. いたちごっこ
13. 皇帝への貢物
14. パロマ号
15. いかれた連中
16. 三つめの殺人
17. 土曜日の夜
18. 貧乏くじ
19. ロシア人の手口
20. 首を吊られたら

なお、単行本とそれに先行した雑誌掲載分とでは、全20章のうち4つの章でタイトルが異なる。単行本の第5章「レヴァント人」は雑誌掲載分では「カイロのポケット」、第9章「ブリジッド」は「嘘つき」、第11章「太った男」は「ガットマン」、第15章「いかれた連中」は「役人たち」となっていた。

### プロット
『マルタの鷹』の物語の骨子は、アメリカの作家ロバート・B・パーカー（1932年 - 2010年）によれば次のとおりである。
スペード・アンド・アーチャー探偵事務所にミス・ワンダリーと名乗る女性が訪れて来る。彼女の依頼はサーズビーという人物から妹を救ってほしいというものだった。スペードのパートナーのアーチャーがサーズビーの尾行を引き受ける。夜、アーチャーは尾行の最中に射殺死体となって発見され、事件直後にサーズビーも殺される。
ミス・ワンダリーは次にミス・ルブランと名乗るが、これもまた偽名であり、本名はブリジッド・オショーネシーだった。彼女は妹についての依頼は作り話だったとして、スペードに助けを求めるが、依頼の目的や手がかりになるようなことはなにひとつ語らない。

ブリジッドが追っていたのは、16世紀から伝わるマルタの鷹の彫像だった。スペードは彫像を追う者たちと接触し、彫像が計り知れない価値を持つ宝物であり、ブリジッド以外にもカイロ、さらにガットマンとその配下のウィルマーが狙っていることが判明する。やがて彫像を手に入れたスペードは、関係者一同との話し合いにおいて主導権を握り、殺人事件の「いけにえ」を要求してウィルマーを排除する。彫像はガットマンに1万ドルで売ることで取引が成立するが、ガットマンが調べた結果、彫像は偽物だった。ウィルマーは逃走し、ガットマンとカイロが立ち去ると、スペードは彼ら全員を警察に通報する。残ったブリジッドに対し、スペードは彼女がアーチャーを殺した犯人であり、最初からわかっていたと打ち明ける。スペードと一夜をともにしていたブリジッドはなおも懇願するが、彼女も警察に引き渡される。
ハメットの中短編を編纂したエラリー・クイーンによれば、『マルタの鷹』のプロットは現代のおとぎ話あるいは夢物語だが、ハメットはそれを極端に現実的な人物描写と絡み合わせている。「リアリズムの皮膚によって内にある純粋なロマンティシズムを隠している」ことにより、ハメットを"ロマンティック・リアリスト"と呼んでいる。
また諏訪部によれば、『マルタの鷹』を悲劇たらしめるのは、ロマンティシズムと自意識の深い葛藤である。この葛藤は、ブリジッドへの愛を通じて、スペードの内的ドラマとして見事に展開され、小説に精巧な複雑さを与えている。

### ハメットの序文
作者ハメットは、本作の1934年刊モダン・ライブラリー 版に序文を付しており、『マルタの鷹』のストーリーについて次のように述べている。
「フージズ・キッド」、「カウフィグナル島の略奪」はいずれも1925年出版の「コンチネンタル・オプもの」の短編で、前者は盗んだ宝石をいくつかのグループが奪い合うという筋立てであり、後者は犯罪グループの女がオプを肉体で買収しようとする。これらは『マルタの鷹』において、裏切りの物語ないしはブリジッド・オショーネシーのキャラクタに再活用されている。
また、1924年に発表された「ターク通りの家」とその続編「銀色の目の女」にも『マルタの鷹』の元となった要素が認められる。「ターク通りの家」に登場する赤毛のエルヴィラは、ブリジット・オショーネシーの原型と考えられる。「銀色の目の女」では、自分を見逃してもらうためにブリジッドがスペードをかき口説く場面の原型が見られる。悪党一味の首謀者は口のうまい太った中国人であり、彼と攻撃的なフックの二人は、『マルタの鷹』のガットマンとウィルマーを思わせる。とはいえ、これらの作品では『マルタの鷹』ほど人物たちを生き生きと描けるまでには至っていない。

### 探偵サム・スペード

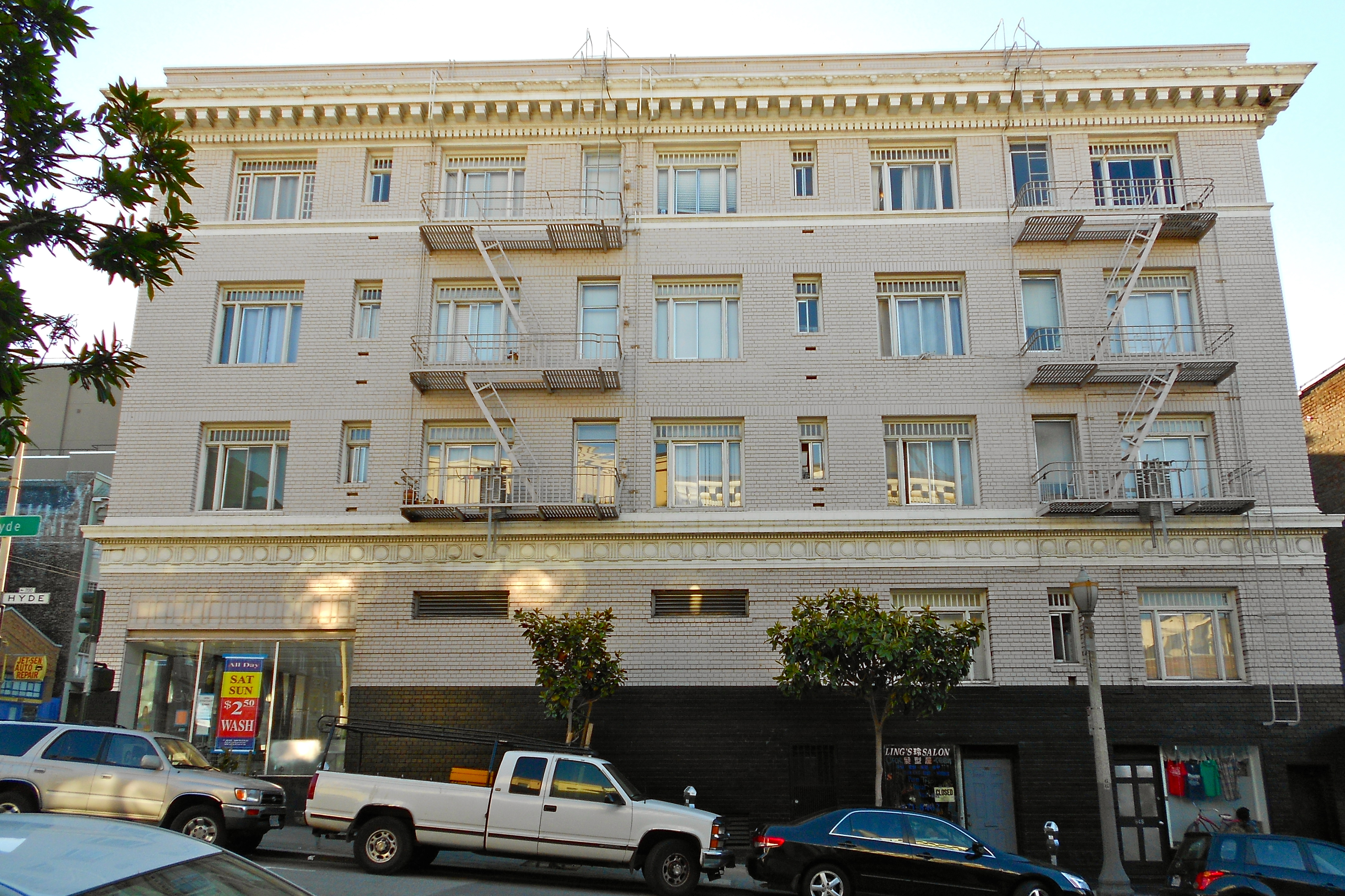
サム・スペードの家のモデルとされているサンフランシスコ・ポスト通り891番地のアパート。4階左端がハメットの住まいだった。

『マルタの鷹』では、警察の誤解や妨害に抵抗しながら、財宝をめぐる陰謀に挑戦する主人公サム・スペードの活躍が描かれ、探偵のクールなライフスタイルにも焦点があてられている。
サム・スペードについては、ハメットは自分のファースト・ネームを与えており、名字は当時のボクサー、ジョン・スペードから取られたとされる。
エラリー・クイーンはサム・スペードについて、次のように述べている。
著者ハメットは、1934年のモダン・ライブラリー版の序文において、『マルタの鷹』の登場人物が、それぞれハメットがピンカートン探偵社時代に出会った人物たちをモデルにしていることを明かしているが、主人公のスペードについては次のように述べている。

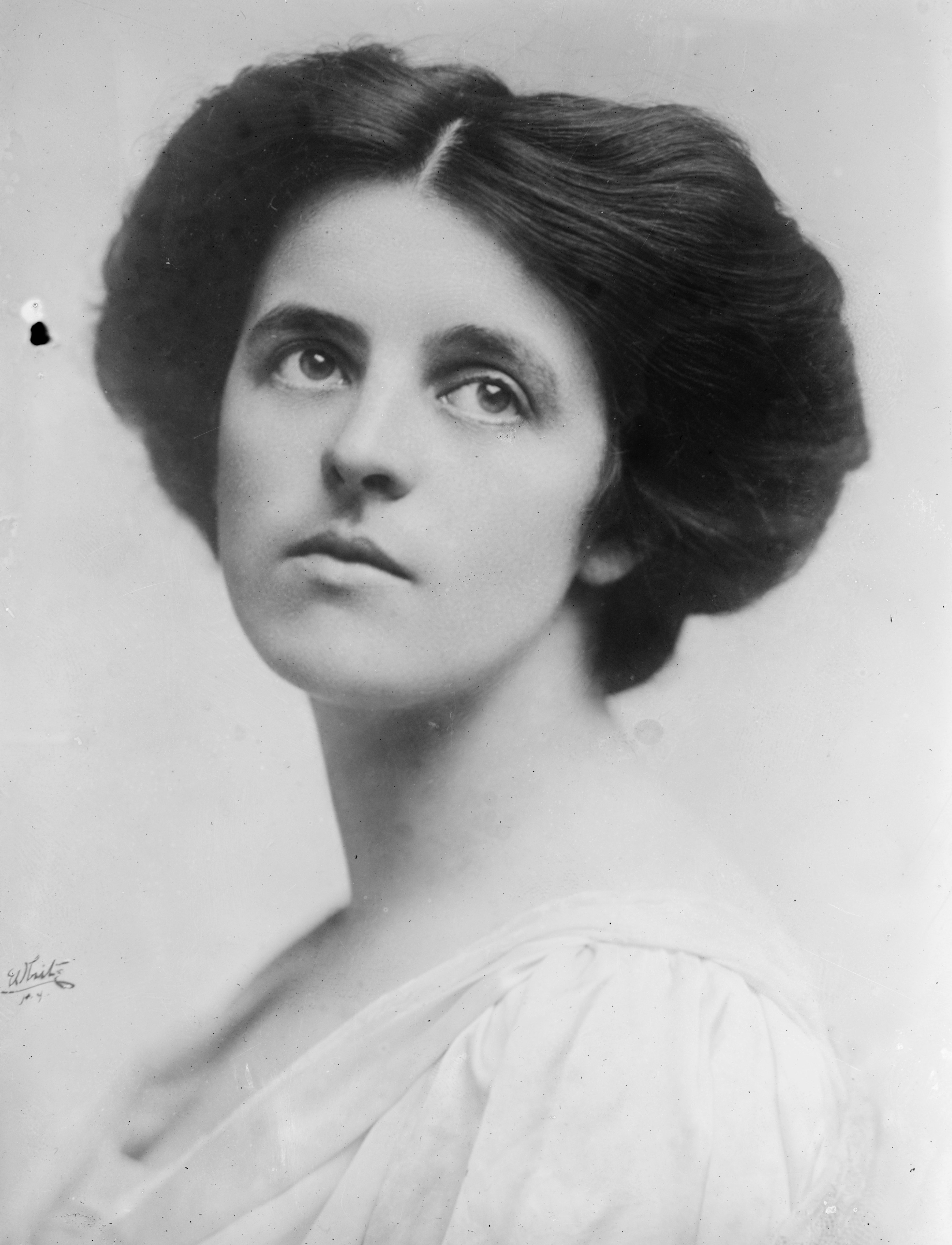
ドロシー・パーカー（1893年 - 1967年）

スペードは、物語において不正直、貪欲、強欲、残忍さをほのめかす言葉を何度も口にする。あるいは、読者にそう思わせる。
ハメットの作品を称賛していたサマセット・モーム（1874年 - 1965年）も、スペードについては、「性悪で、無節操な無頼漢、酷薄な盗人……彼が相手にする悪人どもと、大した差はない」と述べている。とはいえ、これは作中でスペードがガットマンに対して与えようとした印象にほかならない。
その上で、スペードはブリジッドに次のように語っている。「おれが見かけと同じほど堕ちた男だと、たかをくくらないほうがいい。その手の悪名は、商売をやっていくのに都合がいいんだ」。
諏訪部はスペードについて、探偵として確かな技量を持った、したたかでハードな策士としつつ、タフでハードボイルド探偵の代名詞ともされるサム・スペードだが、女に弱いと指摘している。そして、主人公のこうしたあまりにも「人間的」なところこそが小説に深みとペーソスを与えているとする。
ハメットと親交のあったドロシー・パーカー（1893年 - 1967年）は、『ガラスの鍵』の書評の中で『マルタの鷹』に触れ、プロットについては「奇抜すぎて吐き気を催すほど」としつつ、サム・スペードについては次のように述べている。「『マルタの鷹』を読んだあと、わたしは9歳のときランスロット卿にめぐりあって以来、小説の中ではついぞ味わったことのない恋心にぼーっとなって、スペードを想いながらうっとりとさまよい歩いたものだった。」。
『マルタの鷹』の日本語訳者で『サム・スペードに乾杯』などのエッセイも書いた小鷹信光（1936年 - 2015年）は、次のように述べている。「たとえば、スペードの顔の V字模様の V はなにを意味するのか？　V はvile（下劣な）、vicious（過酷な）、vulgar（粗野な）、virile（精力的な）といった単語をすぐに連想させる。「サム・スペードにおける V のメタファー」といった小論がこれで出来上がるといった具合に、『マルタの鷹』は私にとって、いまだ魅力の盡きることのない聖典なのである。」。

### ファム・ファタール
第3章において、スペードをめぐって二人の女性、すなわちスペードの秘書であるエフィと愛人のアイヴァ（スペードのパートナーであるアーチャーの妻）とが対比的に描かれており、ここではスペードの「日常」が「母」（エフィ）と「牝」（アイヴァ）という凡庸でステレオタイプ的に見える二項対立で象徴されている。とはいえ、エフィがブリジッドとともに作中で常にフルネームで表記されていることからすれば、エフィについては単純なステレオタイプではなく、エピローグに至ってその重要性が明らかになる。そこへ第三の女性として登場するのがブリジッドであり、彼女は「日常」で抑圧されている「夢」あるいは男のロマンティシズムを抗いがたくかき立てる「ファム・ファタール（宿命の女）」である。
ジョンスンによれば、ブリジッド・オショーネシーは「男泣かせの女」として、ハメットの他の作品にもその原型を見出すことができる。彼女たちの性的魅力は犯罪あるいは利得と密接につながっており、いずれも不道徳的で、信頼の置けない、誘惑的な生き物として描かれ、主人公は逆にそういった性格に惹きつけられていく。主人公は彼女を自分のものにするか、あるいは犯した罪のために警察に突き出すかの選択を迫られ、女の誘惑に必死に抵抗する。
諏訪部によれば、ファム・ファタールが見せる「夢」とは、現在の自分は本当の自分ではなく、本当の自分は特別な存在であるという夢である。したがって、ファム・ファタールの誘惑から身を振りほどくスペードの決断は、苦渋に満ちたものとなる。
彼のブリジッドへの愛は現実のものではない。しかしブリジッドに対してスペードが感じている誘惑は本物であり、それに対する彼の勝利は痛ましい。
ノーランによれば、スペードはハメットの重苦しい世界観を伝えてくれるメッセンジャーである。彼は女を刑務所に送って生きのびる。だがそのつけは大きく、物語の終わりに彼はひとり取り残される。
ロバート・B・パーカーは、「しかし、ハメットが小説の筋道において、とりわけブリジッドとの最後の対決において明らかにしているように、スペードのみならずタフガイ一般について大事なことは、間違っていた方がよかったというわけにはいかないということだ」と述べている。

### 鷹の彫像
物語中で語られる鷹の彫像の歴史は、部分的に事実に基づいている。1530年に皇帝カール5世と聖ヨハネ騎士団との間に条約が結ばれ、当時スペイン領だったマルタ島を騎士団が借り受け、騎士団は皇帝に毎年1羽の鳥の貢物を献上することを定めた。小説では、ガットマンがこれを輝かしい黄金の鷹の彫像で、選びぬかれた宝石類でちりばめられたものだと述べているが、騎士団が実際に皇帝に捧げたのは生きた鳥（ハヤブサ）であり、宝石で飾られた鷹の彫像とそれにまつわる血の歴史は、ハメットの創作である。
宝石で飾られた彫像のアイデアについては、ハメットがピンカートン探偵社時代にパートナーだったフィル・ホールテンが、宝石をちりばめた頭蓋骨を持っていたことを語っている。インドのカルカッタに住む伯父から送られた聖者の骨で、チベットのラサに向かったイギリス遠征隊による略奪品だとされる。ハメットと組んでいたころ、ホールテンはアパートにこの頭蓋骨を置いており、彼は『マルタの鷹』を読んで「これだ」と思ったという。
ノーランによれば、鷹の彫像は人生そのものの虚偽と幻影の象徴であり、宝石を探し求めても鉛の塊しか手に入れられない。
また、諏訪部によれば、鷹の彫像はウィルマーにとっての拳銃と同じくファルス的なシンボルであり、「現実」との妥協により生じた「欠落」を埋め、全能感を回復するというロマンティックな欲望を刺激する存在という意味では、「夢の象徴」であるファム・ファタールと重なっている。

### フリットクラフトの挿話
第7章「宙に描かれたG」において、スペードがブリジッドに向けて語る短い話は、多くの読み手を刺激してきた。いわゆる「フリットクラフト・パラブル」である。この挿話は、物語の本筋とはまるで無関係な傍系のエピソードであり、ストーリーの骨子は、まったく問題のない生活を送っていたフリットクラフトという男が、ある日頭上から降ってきた梁で危うく命を落としそうになったことを機に蒸発するが、数年後には別の場所でまた同じような暮らしをしていたというものである。
このエピソードは、ハメットの作品中といわず探偵小説の歴史上でも最も有名なもののひとつであり、ハメット研究の中でしばしば注目されるだけでなく、例えば、ポール・オースター（1947年- ）の小説『オラクル・ナイト』（2003年）では主人公の作家がこの挿話を膨らまそうとする試みが小説の大きな要素となっており、日本では星新一がSF以外のショート・ショートによるアンソロジーを計画したときに、この話を収録しようとしたとされる。
ロバート・B・パーカーは、このエピソードはスペードとブリジッドがカイロの到着を待つ間のただの時間つぶしのように思えるが、実際にはそれよりもっと重要なものだとする。フリットクラフトが発見したのは、秩序は芸術の夢かもしれないが、宇宙は成り行きまかせで混沌こそが自然の法則だということである。物語中のスペードの行動もまたこの寓話を生きていく上での規範としたものといえる。フリットクラフトが自然界のリズムに自分を適応・調和させて生きのびたように、彼は殺人事件を解決し、犯罪者を警察に突き出し、愛のために自分の身を危険にさらすことなく生きのびる。しかし、それは苦渋の選択であり、痛ましい勝利だった。
また、アメリカの文芸評論家でハメット中短編集の編者スティーヴン・マーカス（1928年 - 2018年）によれば、この挿話で扱われるのは不条理の問題である。
「支えるもの」であるはずの梁がいつ頭の上に落ちてくるかもしれない、外的世界がこのように不確かなものであるという意識は、人を人生の不条理さや人間の卑小さに思い至らしめることにつながっている。こうした不条理は、第一次世界大戦後の世代にふさわしい世界観ともいえるが、それだけでなく『マルタの鷹』の物語世界においても実際に働いている。すなわち、パートナーだったアーチャーの死は「たまたま」起こったことであり、彼でなく小説の主人公であるスペードの身にふりかかったとしてもおかしくなかったものである。
とはいえ、スペードにとってアーチャーの死はフリットクラフトにとっての梁ほどのインパクトはなかった。スペードにとって、それまでの日常を色褪せた偽りのものとして見せるような経験とは、ロマンティックな「夢」を見させるような「愛」、つまり「宿命の女」としてのブリジッドの出現だった。しかし、フリットクラフトについて物語るスペードに対して、ブリジッドは待っていたように「なんて興味深いお話なのかしら」と空疎な言葉を口にすると立ち上がり、すぐに話を切り替えてしまう。この場面には、アイロニーを超えた悲哀が滲み出している。
一方でジョンスンは、このころ作者のハメットは、ネル・マーティンと親密になっており、1929年末にハメットは妻子をロサンゼルスに住ませることにしたとして、この挿話とハメットの実生活とを対比させている。

### メタ探偵小説性
諏訪部によれば、『マルタの鷹』は「ハードボイルド探偵小説」として始まるが、物語は鷹の彫像（財宝）の争奪という「冒険小説」の面と、ブリジッド（お姫様）との関係がもたらす「恋愛小説」の面が「探偵小説」と衝突しながら展開する。このことは、「探偵小説」の主人公である探偵が、探偵であり続けることの困難性を意味する。キャラクターがジャンルに優先されている本作では、スペードの人間性自体が「探偵小説」の主人公としての必然性を感じさせるものの、それでもスペードに課された荷は重い。
こうした中で、スペードの探偵としての「常態への復帰」は、エフィのもとへの帰還という形を取っている。すなわちエフィは、ハードボイルドな外界から傷ついて帰ってくる主人公を温かく迎える「母」の役割を担っている。
『マルタの鷹』の小説ジャンルの階層を図式化すると、冒険小説＜恋愛小説＜探偵小説＜ハードボイルド小説となる。とはいえ、これは結論を先取りしたもので、実際の読書経験では事態はもっと混沌としている。
第16章で鷹の彫像を手に入れたスペードは、「財宝」も「お姫様」もほとんど獲得したかに思われたが、第19章で彫像が偽物だと判明したことで、「夢」から覚醒して自分が探偵であるという現実に立ち戻らざるを得なくなる。また、ここで鷹の彫像のマクガフィン的な役割が明らかになる。
最終の第20章では、ブリジッドとの対峙において、「財宝」と「お姫様」に手を伸ばした彼の内心と探偵としての宿命がコンフリクトを起こしていることが示される。

### エピローグ
第20章の終わりに、小説のエピローグに当たる。きわめて短い場面が置かれている。1941年のジョン・ヒューストン版映画では省かれているほどだが、小説にとっては本質的に重要な場面である。
ブリジッドを警察に引き渡した翌日、スペードは秘書エフィが待つオフィスに再び姿を見せる。事件が解決し、探偵スペードの日常が回帰するという、物語の結末としての「大団円」あるいはシリーズものであれば「様式美」とも見なされるシーンだが、ここでスペードはエフィの拒絶に遭い、予定調和が崩される。
エフィの拒絶理由について、ロバート・イーデンバウムは正しく分別のある行動よりも、間違っていてもロマンティックな行動をとるべきという一時的な激しい感情だと解釈している。しかし、ウィリアム・ルールマンは「エフィ・ペリンを失ったことは、スペードにとって最後の、そして最大の喪失である」と指摘する。
さらに、エピローグの最後にアイヴァを登場させることにより、作品冒頭のシーンの反復ないしは円環構造が示されることになる。スペードから「ヒーロー」的なイメージが剥ぎ取られ、主人公と読者は物語の冒頭に連れ戻される。こうして得られた荒涼たる光景に、読者は一種の解放感を得るが、それは「現実」から解き放たれるのではなく、「現実」へと解き放たれる。
諏訪部によれば、この結末こそが本作をメロドラマと決定的に分かつものであり、ハメットに芸術的勝利をもたらした。つまり、「ファム・ファタール」の誘惑に勝ったヒーローが「母」に拒絶されることで、この物語は傑作になったのである。

## 『マルタの鷹』の舞台

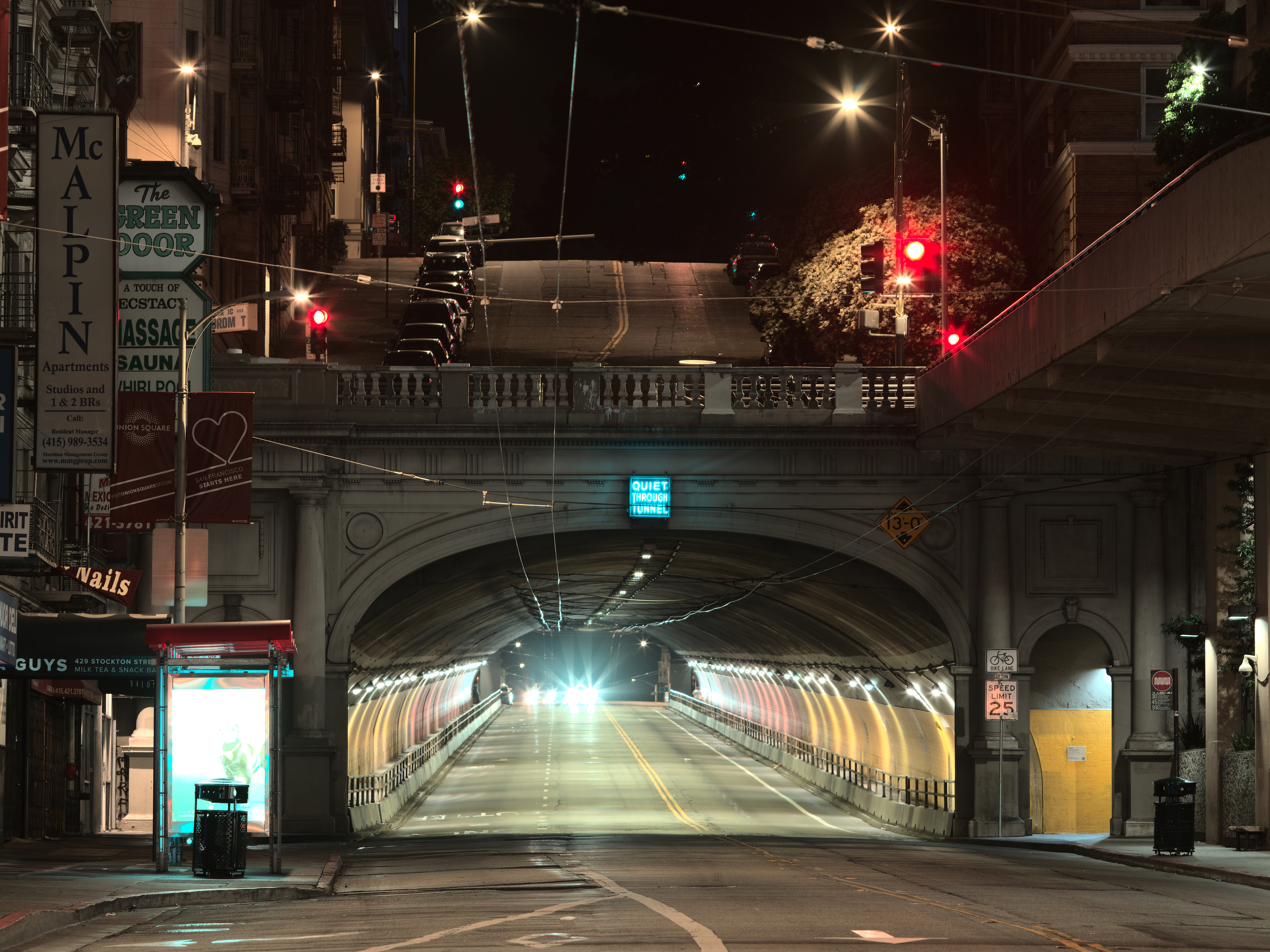
夜のストックトン・トンネル南門（2020年）

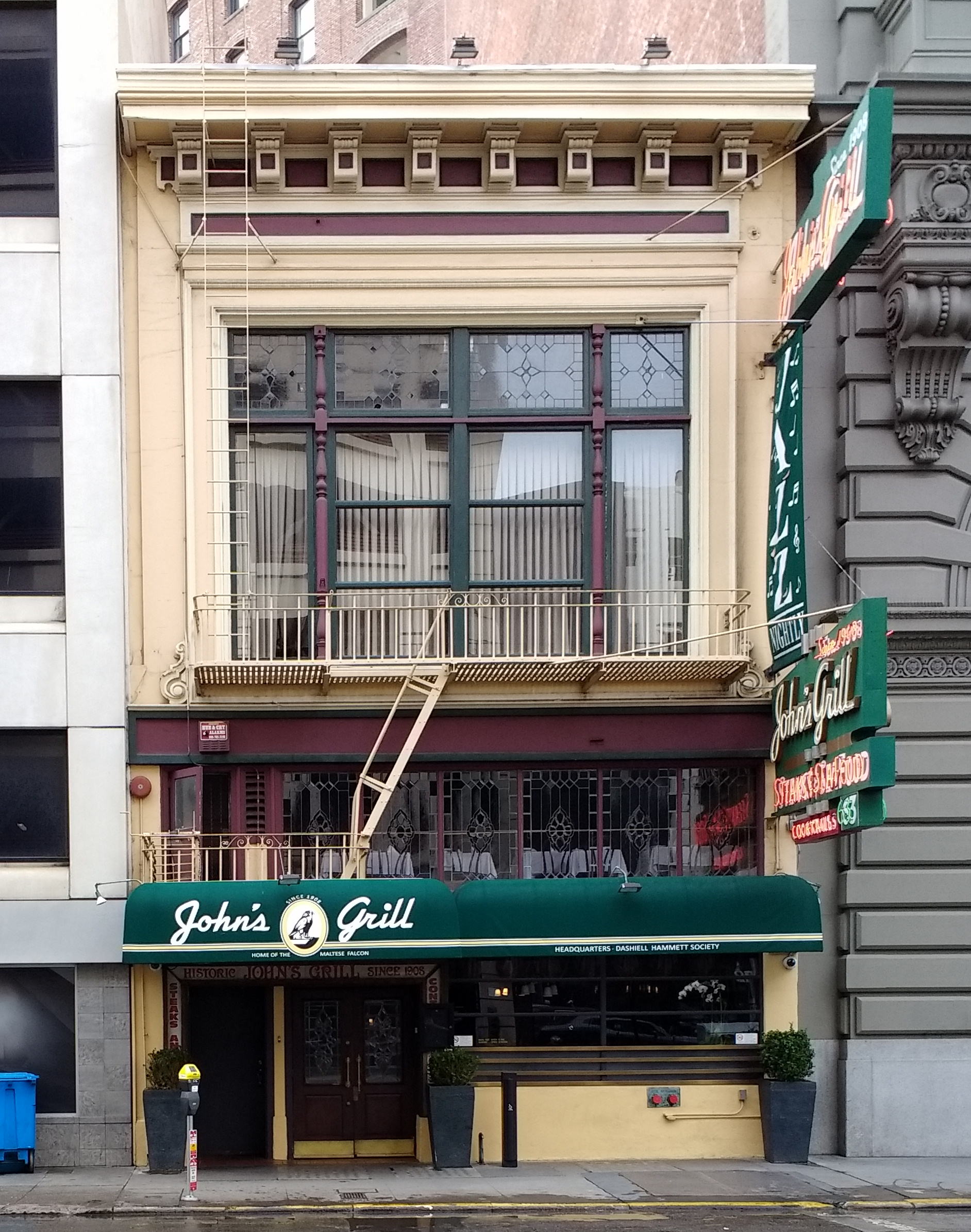
サンフランシスコ・エリス通りにあるジョンズ・グリル。

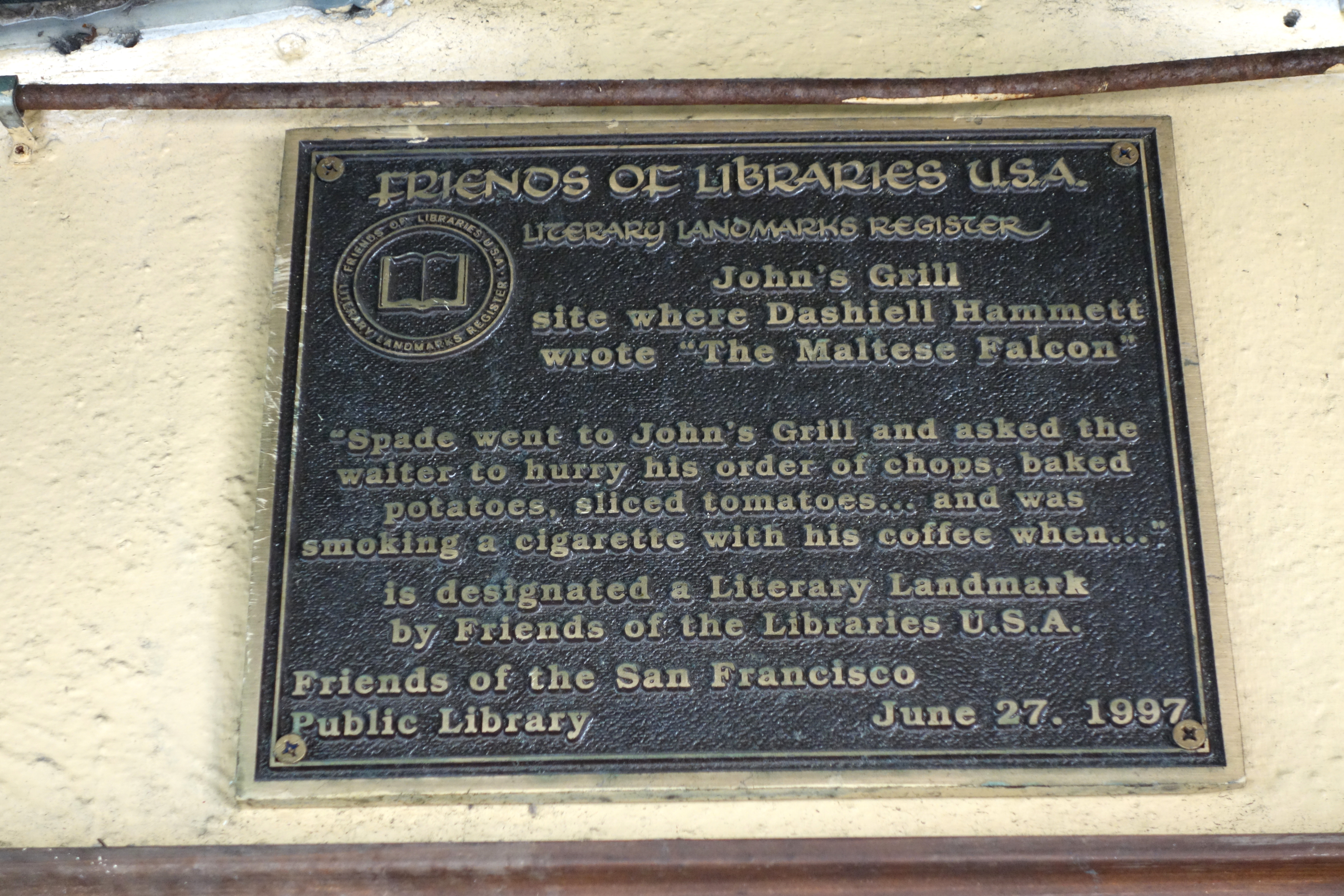
ジョンズ・グリルの記念銘板（サンフランシスコ）。

ハメットは自分がよく知るサンフランシスコを物語の舞台としている。ハメットがサンフランシスコ、またチャンドラーがロサンゼルスを舞台として作品を書いたことについては、作家たちがそれぞれ詳しく知っている都会だったというだけでなく、開拓地の色彩が強い西部において私立探偵が活躍する余地が大きく、その背景として開拓時代の「正義の暴力」の伝統があったことを思い起こさせる。
物語の序盤でマイルズ・アーチャーが撃たれた場所は文中に明記されており、ストックトン・トンネルと立体交差で上に位置するブッシュ通りを南に折れたところにあるバーリット少路である。少路に建つビルには銘板が設置されており、次のように記されている。
ハメットは1926年当時この場所から北に半ブロック離れたモンロー通りのアパートに住んでおり、その道は後に「ダシール・ハメット通り」と呼ばれるようになった。また、ストックトン・トンネルを計画した人物の名はマイケル・オショーネシーで、ブリジッドの名前の由来ともいわれる。
作中には実在のカフェやレストランも登場しており、スペードがラム・チョップと輪切りトマトを食べたエリス通り63番地のジョンズ・グリルは、後にサンフランシスコのダシール・ハメット協会本部となった。
また特定の場所、例えばガットマンやカイロが宿泊していたホテル、ブリジッドが尾行されたホテルなどは名前を変えてあるが、文中の手がかりからそれぞれ実在する建物が推定できる。スペードの家は作中では明らかにされていないが、アメリカの推理作家ジョー・ゴアズ（1931年 - 2011年）によれば、そのアパートはポスト通り891番地にあり、ハメット自身が住んでいた建物だとされる。ゴアズはスペードのオフィスやブリジットが滞在したアパートも特定している。
なお、ジョン・ヒューストンによる映画版（1941年）の背景に見えるゴールデン・ゲート・ブリッジは、1933年に着工されて1937年に完成しており、原作小説が書かれた時点では存在していない。

### ハメットによるスペードものの短編
『マルタの鷹』の後、ハメットはスペードものの短編を3作書いている。
- 「スペードという男（スペイドという男）」（1932年7月、「アメリカン・マガジン」誌）
- 「赤い灯（赤い光）」（1932年10月、「アメリカン・マガジン」誌）
- 「二度は死刑にできない（死刑は一回でたくさん）」　（1932年11月、「コリアーズ」誌）[86][105]。

ハメット後期の連作であり、歳月の開きにかかわらず、秘書エフィ、ダンディ警部補、ポールハウス部長刑事の関係は変わっていない。

### 翻案・二次作品

#### 映画

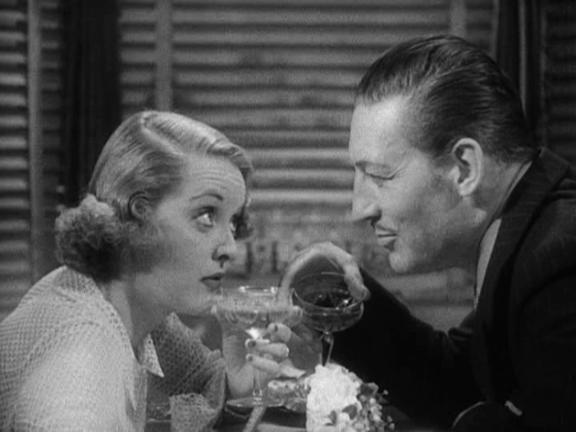
1936年の映画化で共演するベティ・デイヴィスとウォーレン・ウィリアム。

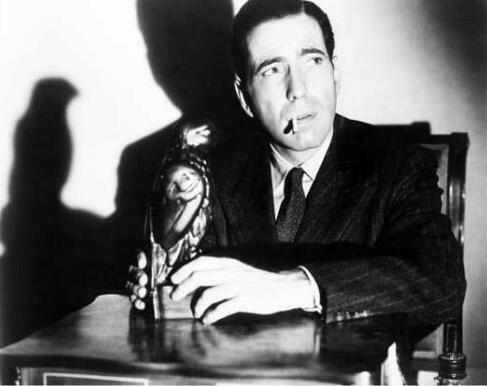
1941年の映画『マルタの鷹』でサム・スペードを演じたハンフリー・ボガート。

『マルタの鷹』はワーナー・ブラザース社が映画化権を買い取り、過去3度映画化されている。
- 『マルタの鷹 (1931年の映画)（英語版）』（1931年）

1回目の映画化。脚本の細部は原作にほぼ忠実だったが、独自の結末が付け加えられており、事件の最後にスペードは地方検事の下で働かないかと勧誘され、ブリジッドがすぐに釈放されてスペードのもとに戻ってくることが示唆される。ロイ・デル・ルースによる演出はぎこちなく、ブリジッド役のビーブ・ダニエルズが喜劇女優だったこともあり物語はコメディ・タッチで描かれる。ダドリー・ディッグスはガットマンを好演したが、リカルド・コルテス演じるスペードは眠そうな目をした色男で、原作の味を損なっている。
- 『魔王が婦人に出遭った（英語版）（悪魔が貴婦人に会う）』（1936年）

1936年、2回目の映画化ではハメットは原作者としてクレジットされたものの、題名や登場人物などが変更されている。サム・スペードはウォーレン・ウィリアムが演じるテッド・シェインという名の弁護士であり、秘書と結婚する。ガットマンは女性であり、鷹の彫像は宝石を散りばめたフレンチ・ホルンに変更されるなど歪曲が著しい。ブリジッドを大雑把に模したヴァレリー役を演じたベティ・デイヴィスは、後に「わたしが出演した中でも最低の駄作のひとつ」と語った。
- 『マルタの鷹（1941年版）』

3度目の映画化は1941年であり、スペード役のハンフリー・ボガート以下適役を揃え、決定版ともいうべき内容となった。ジョン・ヒューストンの脚本は原作の会話がほとんど一語一句再現されるほど忠実だが、フリットクラフトの挿話やガットマンの娘の登場シーンなどがカットされ、結末でスペードの最後の有名なセリフ―刑事から鷹の彫像はなんだと聞かれて「そいつは夢の素さ」と答える―が追加されるなどの変更がある。
- en:The Black Bird ：1975年公開のアメリカ映画（日本未公開）。1941年のヒューストン版『マルタの鷹』のパロディ作品。主人公はジョージ・シーガル演じるサム・スペード・ジュニアであり、ヒューストン版でエフィ役のリー・パトリック（英語版）やウィルマー役のエリシャ・クック・Jrが特別出演している[109]。

#### ラジオドラマ
『マルタの鷹』は1946年にラジオドラマとなり、ボガート、メアリー・アスター（ブリジッド）、シドニー・グリーンストリート （ガットマン）がそれぞれ1941年の映画と同じ役で出演した。
同年、新たなラジオドラマ・シリーズとして『サム・スペードの冒険 』が放送された。こちらは風刺劇のようなスタイルでおもしろおかしく仕立てられており、エピソードのいくつかはコンチネンタル・オプの物語から取られている。ただし、1946年11月から12月にかけて放送された "The Kandy Tooth" というエピソードにはガットマンも登場しており、『マルタの鷹』の続編と見なせる内容である。このエピソードは1948年1月にラジオドラマシリーズ『サスペンス』でも再演され、ハワード・ダフが演じるスペードがロバート・モンゴメリー演じるフィリップ・マーロウに電話をかけるシーンがある。
また、同じ年に放送されたラジオ番組シリーズ『ファットマン (ラジオドラマ) 』（1946年 - 1950年）は、ブラッド・ラニアンという名前の太った探偵が主人公であり、『マルタの鷹』のガットマンがヒントになっている。
1948年5月、『マルタの鷹』のラジオドラマでのキャラクター使用権をめぐって、ワーナー・ブラザース社と作者ハメットは裁判で争った。『マルタの鷹』の映画化権を保有するワーナー社は、ハメットにもCBSにもサム・スペードのキャラクターを使用する権利はないと主張し、ハメットはワーナー社に売ったのは小説であり、キャラクターの使用権ではないと反論した。この裁判は1951年12月に結審し、最終的にはハメットの勝訴となった。しかし、この年7月に「赤狩り」に端を発した裁判においてハメットは法廷侮辱罪で服役しており、この間にスペードもののドラマシリーズは打ち切られていた。
ちなみに、同年「ブラック・マスク」誌が終刊となり、元編集長のショーは翌1952年に没している。
なお、『マルタの鷹』は舞台向けに脚本化されたが、上演されなかった。『マルタの鷹』の舞台化について、ハメットにはガットマン役にピーター・ローレを起用する構想があったという。

#### 小説
- 『スペード＆アーチャー探偵事務所』（2009年）：ジョー・ゴアズ（英語版）による『マルタの鷹』の前日譚[117]。

### その他
- マルタの鷹協会：ハードボイルド愛好者の組織。一回目の会合が1981年、ハメットゆかりの地であり『マルタの鷹』にも登場するサンフランシスコのジョンズ・グリルで開かれている。